# Банкера чорно-біла
Банкера чорно-біла (Bankera fuligineoalba) — вид грибів роду банкера (Bankera). Гриб класифіковано у 1951 році.

## Будова
Плодові тіла мають шапку і центральну ніжку, м'ясисті, поодинокі або зрощені. Шапка діаметром до 15 см, опукла або увігнута, спочатку майже біла, потім буро або жовтувато-бура, оксамитова або гола, як правило, з налиплими рослинними залишками. Ніжка Розміром 0,8—2,5 см. Гіменофор знизу шапки у вигляді білуватих, сіруватих або жовтуватих шипів які сходять на ніжку. Гіфи без пряжок. Базидії булавоподібні. Спори неправильно-еліптичні, бородавчасті.

## Життєвий цикл
Плодові тіла з'являються в серпні-вересні.

## Поширення та середовище існування
Європа, Сибір, Східна Азія, Північна Америка. Населяє сухі соснові ліси лишайникового і мохового типів. Плодові тіла утворюються на ґрунті серед мохового покриву. Відзначається асоціація гриба з чорницею і брусницею. Утворює мікоризу з сосною звичайною.

## Природоохоронний статус
Включений до Червоної книги Білорусі. Охороняється в Польщі.